# Slavica Đukić Dejanović
Slavica Đukić Dejanović, cyr. Славица Ђукић Дејановић (ur. 4 lipca 1951 w Račy) – serbska polityk, lekarz medycyny, parlamentarzystka i minister. Przewodnicząca Zgromadzenia Narodowego latach 2008–2012, pełniąca obowiązki prezydenta Serbii od kwietnia do maja 2012.

## Życiorys

### Wykształcenie i działalność zawodowa
Uczęszczała do szkoły podstawowej (im. Radoje Domanovicia) oraz do gimnazjum w Kragujevacu. Ukończyła studia na Wydziale Medycznym Uniwersytetu w Belgradzie, na którym również się doktoryzowała w zakresie neuropsychiatrii.
Od 1982 wykładała psychiatrię, etykę i komunikację z pacjentem w instytucie psychiatrii na Wydziale Medycyny Uniwersytetu w Kragujevacu, na którym uzyskała profesurę. Zajmowała stanowisko dziekana tego instytutu, a także stanowisko prorektora uniwersytetu. Pełniła funkcję przewodniczącej komitetu etyki oraz członkini komitetu medycyny sądowej na Wydziale Medycyny tej uczelni. Była również członkinią stałej komisji ds. specjalizacji w psychiatrii przy Szpitalu Wojskowej Akademii Medycznej w Belgradzie. Jest autorką licznych publikacji z zakresu medycyny.
W latach 1993–2000 zajmowała stanowisko dyrektora szpitala klinicznego w Kragujevacu oraz kliniki psychiatrycznej w tym mieście. Dwukrotnie pełniła funkcję wiceprzewodniczącej oddziału psychiatrycznego Serbskiego Towarzystwa Lekarskiego (Srpsko lekarsko društvo) oraz wiceprzewodniczącej towarzystwa serbskich psychiatrów.

### Działalność polityczna
W 1990 wstąpiła do nowo powstałej postkomunistycznej Socjalistycznej Partii Serbii. Kilkakrotnie wchodziła w skład jej komitetu wykonawczego oraz komitetu głównego. Była wybierana na stanowisko wiceprzewodniczącej partii. W latach 2000–2007 pełniła funkcję przewodniczącej komitetu regionalnego Socjalistycznej Partii Serbii w okręgu szumadijskim.
W latach 2000–2006 sprawowała mandat deputowanej do parlamentu Federalnej Republiki Jugosławii, a następnie deputowanej do parlamentu Serbii i Czarnogóry. W 2008 uzyskała mandat deputowanej do Zgromadzenia Narodowego. 25 czerwca tegoż roku wybrana na przewodniczącą parlamentu.
5 kwietnia 2012, po rezygnacji ze stanowiska prezydenta przez Borisa Tadicia (który złożył urząd na 10 miesięcy przed końcem swojej kadencji, by ubiegać się ponownie o to stanowisko w wyborach prezydenckich wyznaczonych na 6 maja 2012), przejęła obowiązki głowy państwa do czasu zaprzysiężenia nowego prezydenta. 31 maja 2012 urząd ten objął zwycięzca wyborów Tomislav Nikolić. Tego samego dnia, podczas pierwszego posiedzenia nowego parlamentu wyłonionego w wyniku wyborów parlamentarnych z 6 maja 2012 (w których uzyskała poselską reelekcję), pełniącym obowiązki przewodniczącego Zgromadzenia Narodowego został najstarszy wiekiem deputowany Zaharije Trnavčević.
W lipcu 2012 Slavica Đukić Dejanović objęła stanowisko ministra zdrowia w nowym rządzie Ivicy Dačicia. Stanowisko to zajmowała do 27 kwietnia 2014. W tym samym roku oraz w 2016 ponownie była wybierana do Skupsztiny. W sierpniu 2016 ogłoszono jej nominację na ministra bez teki w drugim gabinecie Aleksandara Vučicia dotychczasowego premiera. Pozostała na tej funkcji również w utworzonym w czerwcu 2017 rządzie Any Brnabić. Zakończyła urzędowanie w październiku 2020. Powróciła do administracji rządowej w lipcu 2023, została wówczas powołana na ministra edukacji w trzecim gabinecie Any Brnabić. W wyborach w tymże roku otrzymała mandatowe miejsce na liście koalicji skupionej wokół SPS, uzyskując ponowny wybór do serbskiego parlamentu. W maju 2024 pozostała funkcji ministra edukacji w utworzonym wówczas rządzie Miloša Vučevicia; zakończyła urzędowanie w kwietniu 2025.

## Życie prywatne
Zamieszkała w Kragujevacu, jest zamężna z Rankiem Dejanoviciem, ma syna.